# بحيرة طبريا
بحيرة طبريا أو بحيرة طبرية هي بحيرة عذبة المياه تقع بين منطقة الجليل في شمال فلسطين وهضبة الجولان اللتان اغتصبتها إسرائيل، على الجزء الشمالي من مسار نهر الأردن. يبلغ طول سواحلها 53 كم وطولها 21 كم وعرضها 13 كم، وتبلغ مساحتها 166 كم2. أقصى عمق فيها يصل إلى 46 متر. تنحدر من قمة جبل الشيخ الثلجية البيضاء، المياه الغزيرة لتشكل مجموعة من الينابيع التي تتجمع بدورها لتكون نهر الأردن. البحيرة والمنخفض حولها هما جزء من الشق السوري الأفريقي.

## مصدر الاسم

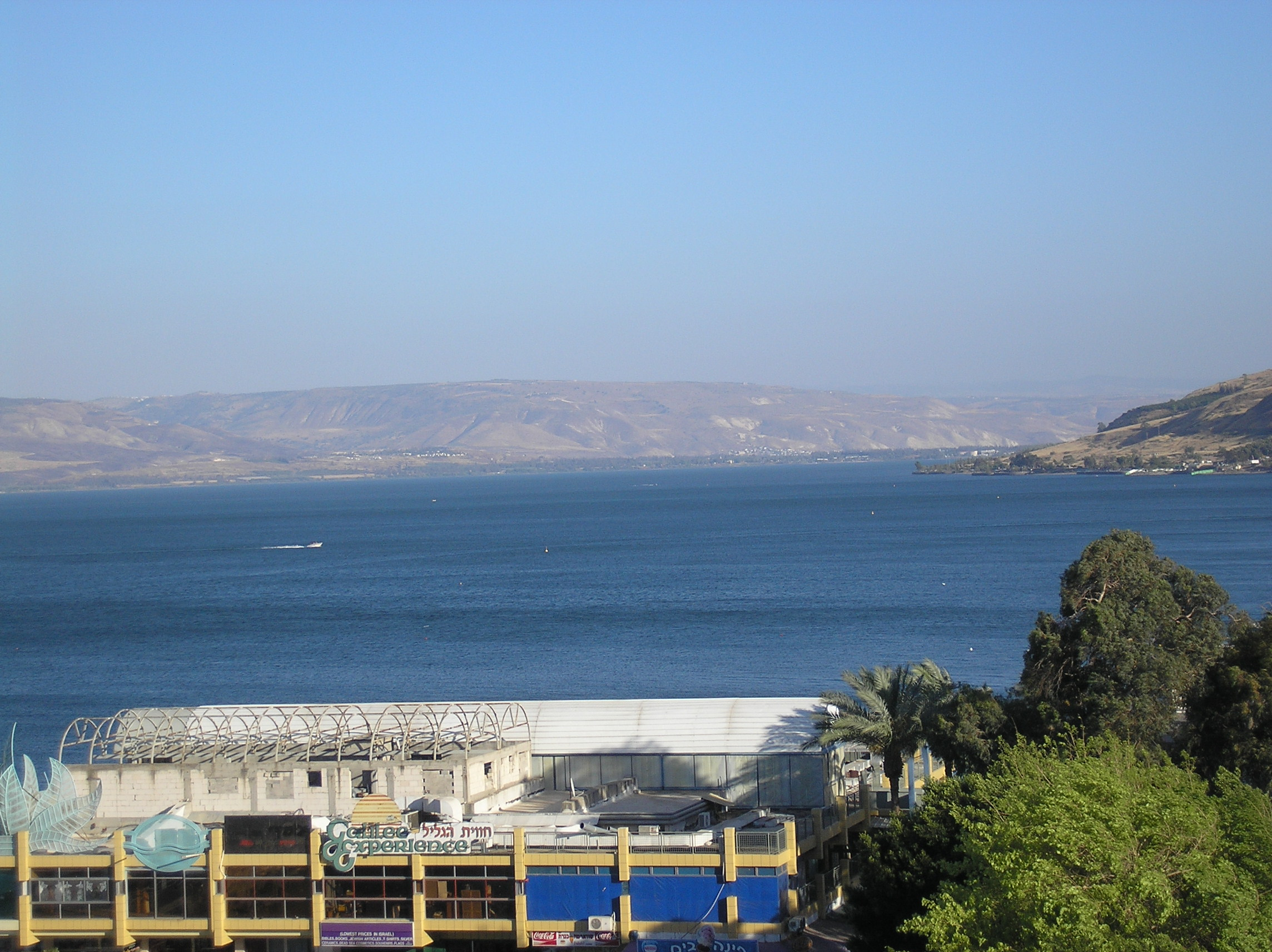
منظر إلى بحيرة طبريا من أحد شواطئها

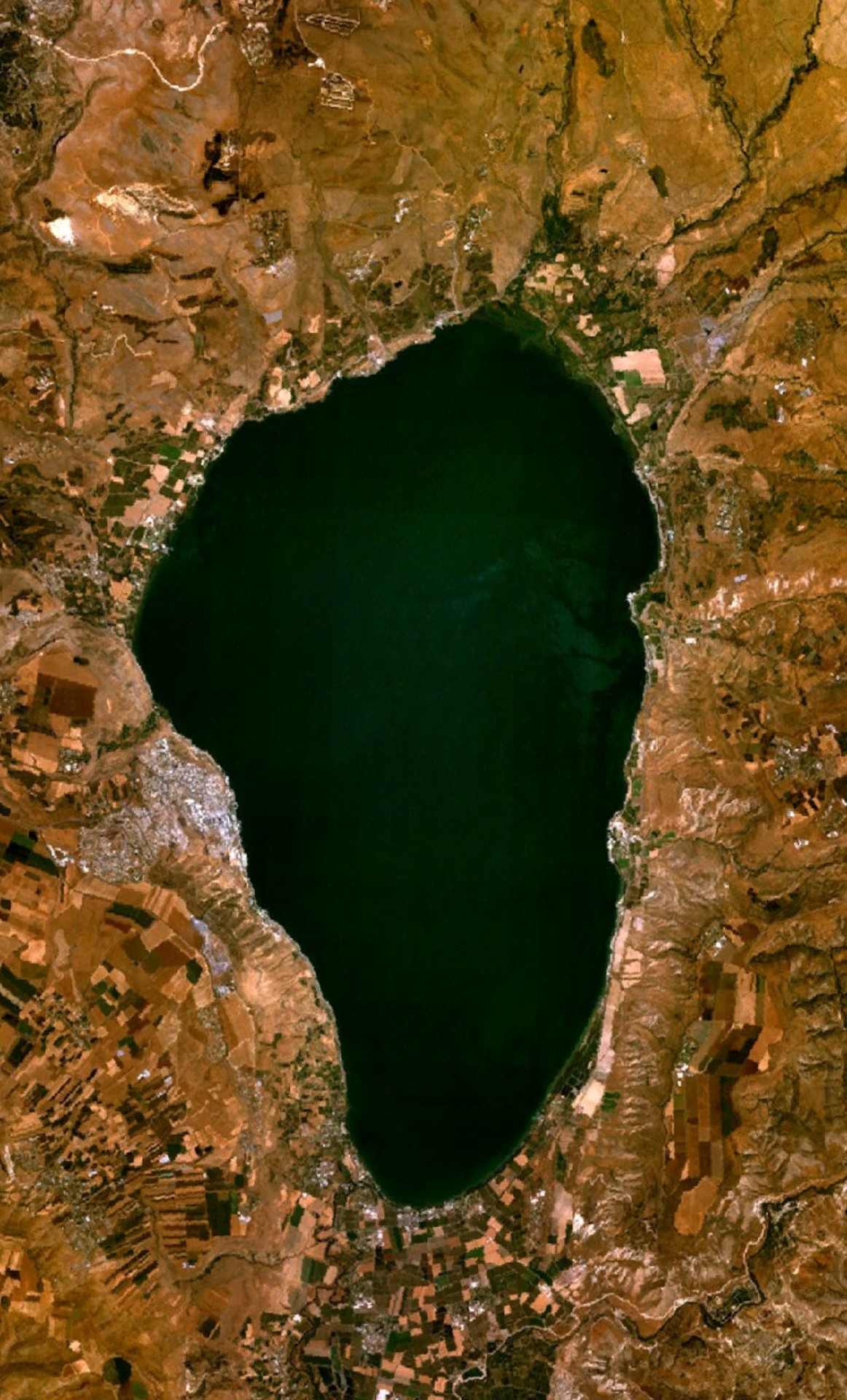
تصوير لبحيرة طبريا من قمر صناعي تابع لوكالة ناسا.

اسم البحيرة (بحيرة طبرية) بالعربية يشير إلى (طيباريوس) قائد جيش روماني طبريا إذ كانت أكبر بلد يقع على سواحل البحيرة (بحيرة طبرية). يرد هذا الاسم بالعبرية أو بالآرامية في موارد يهودية مثل الميشناه والتلمود. وتم تسمية مدينة طبريا، عند تأسيسها سنة 20 م على الساحل الجنوبي الغربي من البحيرة، نسبة إلى الإمبراطور الروماني طيباريوس قيصر (الأول). أما بالعبرية الحديثة فتسمى البحيرة «كينيرت» إذ كان الاسم الوارد في التوراة (أي العهد القديم): سفر العدد (أصحاح 34) وسفر يشوع (أصحاح 13). في النسخ اليونانية واللاتينية للعهد الجديد تـُذكر البحيرة باسم «بحيرة الجليل» فهو الاسم الشائع اليوم في اللغة الإنكليزية (Sea of Galilee).
وبوقوع مستوى سطح البحيرة على عمق 213 متر تحت سطح البحر فإنها تعتبر أخفض بحيرة مياه حلوة في العالم وثاني أخفض مسطح مائي في العالم بعد البحر الميت.
تكون بحيرة طبريا مصدر مياه الشرب الرئيسي لإسرائيل. في 1964 انتهى بناء مسيل المياه الذي ينقل مياه البحيرة إلى جميع أنحاء إسرائيل. بعد 1967 ربطت شركة المياه الإسرائيلية ("ميكوروت") بعض المدن إلى مسيل المياه ولكنها تقطع توفير المياه إليها في بعض الأحيان.
مع أن الحدود الدولية التي تم رسمها في 1923 تبعد 10 أمتار من الشاطئ الشمالي الشرقي للبحيرة، إلا أن الاتفاقية منحت سورية الحق في استغلال بحيرة طبرية في مجالي الملاحة والصيد، وقد مارست سوريا هذا الحق ما بين
عامي 1948-1967. في حزيران (يونيو) 1967 انتهت السيطرة السورية على هذا الجزء من بحيرة طبريا إذ فقدت سورية مساحة كبيرة من مرتفعات الجولان شرقي البحيرة في الحرب مع إسرائيل. في المفاوضات السلمية التي عـُقدت في الولايات المتحدة أواخر عام 1999 وأوائل عام 2000 أصرت سوريا على انسحاب إسرائيل من مرتفعات الجولان إلى خطوط الرابع من يونيو 1967، الموقف الإسرائيلي هو أن الحدود الدولية من 1923 هو خارج الخلاف بشأن الجولان وترفض إمكانية الانسحاب إلى خط غربي هذه الحدود.

## التاريخ

### الفترات الإسلامية والصليبية المبكرة
تراجعت أهمية بحيرة طبريا عندما فقد البيزنطيون سيطرتهم ودخول الدولة الأموية والإمبراطوريات الإسلامية اللاحقة إلى المنطقة. شُيد قُرب البحيرة قصر المنية في عهد الخليفة الأموي الوليد الأول (705-715 م).
في عام 1187، هزم السلطان صلاح الدين الأيوبي جيوش مملكة بيت المقدس الصليبية في معركة حطين، إلى حد كبير لأنه تمكن من عزل الصليبيين عن المياه العذبة الثمينة لبحيرة الجليل.

### الدولة العثمانية
كانت للبحيرة أهمية قليلة في بدايات الإمبراطورية العثمانية. شهدت طبريا انتعاشًا كبيرًا لمجتمعها اليهودي في القرن السادس عشر، لكنها تراجعت تدريجيًا، حتى دمرت المدينة بالكامل في عام 1660. في أوائل القرن الثامن عشر، أعاد ظاهر العمر بناء طبريا، وأصبحت مركز حكمه على الجليل، وشهدت أيضًا إحياء مجتمعها اليهودي.

### البدايات الصهيونية
في عام 1908، أنشأ رواد يهود مزرعة طبريا في نفس الوقت مع موشافات كينيرت وبجوارها في المنطقة المجاورة مباشرة للبحيرة. دربت المزرعة المهاجرين اليهود على الزراعة الحديثة. قامت مجموعة من الشباب من المزرعة التدريبية بتأسيس كفوتزات دجانيا في 1909-1910، والتي تعتبر شعبياً أول كيبوتس، ومجموعة أخرى أسست كفوتزات كينيرت في عام 1913، وأخرى أول كيبوتس مناسب، عين حرود.

### الانتداب البريطاني

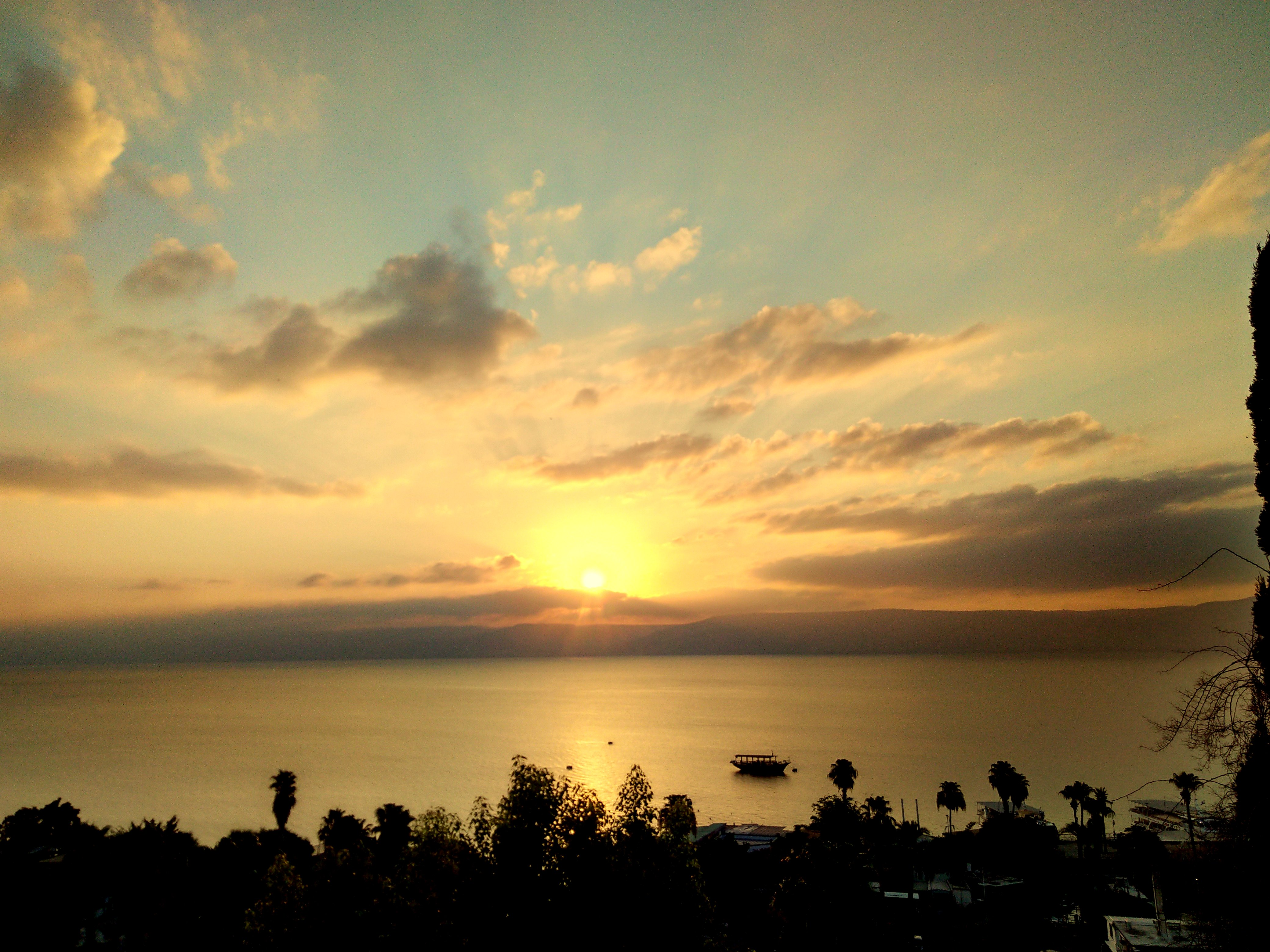
شروق الشمس فوق بحيرة طبريا من واحة عمانويل - تيبرياد

في عام 1917، هزم البريطانيون القوات التركية العثمانية وسيطروا على فلسطين، بينما سيطرت فرنسا على سوريا. في تقسيم الأراضي العثمانية بين بريطانيا وفرنسا، تم الاتفاق على أن تحتفظ بريطانيا بالسيطرة على فلسطين، بينما تسيطر فرنسا على سوريا. ومع ذلك، كان على الحلفاء إصلاح الحدود بين فلسطين الانتدابية والانتداب الفرنسي على سوريا ولبنان.
تم تحديد الحدود بعبارات عامة من خلال اتفاقية الحدود الفرنسية البريطانية والتي تُدعى اتفاق بوليه-نيوكومب في ديسمبر 1920، والتي رسمتها عبر منتصف البحيرة. ومع ذلك، فإن اللجنة المنشأة بموجب معاهدة 1920 أعادت ترسيم الحدود. ضغطت الحركة الصهيونية على الفرنسيين والبريطانيين لتخصيص أكبر عدد ممكن من مصادر المياه لفلسطين الانتدابية أثناء مفاوضات ترسيم الحدود. سعى المفوض السامي لفلسطين، هربرت صموئيل، للسيطرة الكاملة على بحيرة طبريا.
أدت المفاوضات إلى ضم كامل أراضي فلسطين إلى بحر الجليل، وكلا جانبي نهر الأردن وبحيرة الحولة ونبع دان وجزء من نهر اليرموك. تمت الموافقة على الحدود النهائية في عام 1923 بعد شريط بعرض 10 أمتار على طول الشاطئ الشمالي الشرقي للبحيرة، مما أدى إلى فصل سوريا (دولة دمشق) عن البحيرة.
نصت الاتفاقية البريطانية الفرنسية على الحفاظ على الحقوق القائمة على استخدام مياه نهر الأردن من قبل سكان سوريا؛ سيكون للحكومة السورية الحق في إقامة رصيف جديد في سمخ على بحيرة طبريا أو الاستخدام المشترك للرصيف الحالي؛ لن يخضع الأشخاص أو البضائع المارة بين منصة الإنزال على بحيرة طبريا والسيماخ للوائح الجمركية، وسيكون للحكومة السورية الوصول إلى مرحلة الإنزال المذكورة؛ سيكون لسكان سوريا ولبنان نفس حقوق الصيد والملاحة في بحيرات الحولة وطبريا ونهر الأردن، في حين ستكون حكومة فلسطين مسؤولة عن مراقبة البحيرات.

### الإحتلال الإسرائيلي
في 15 مايو 1948، سيطرت القوات السورية على الأراضي الواقعة على طول بحيرة طبريا، بموجب اتفاقية الهدنة لعام 1949 بين إسرائيل وسوريا، سيطرت سوريا على الساحل الشمالي الشرقي لبحيرة طبريا. ومع ذلك، نصت الاتفاقية على أن خط الهدنة «لا ينبغي تفسيره على أنه له أي علاقة من أي نوع بالترتيبات الإقليمية النهائية». ظلت سوريا تحت سيطرة الساحل الشمالي الشرقي للبحيرة حتى الحرب العربية الإسرائيلية عام 1967.
في الخمسينيات من القرن الماضي، صاغت إسرائيل خطة لربط طبريا ببقية البنية التحتية للمياه في البلاد عبر الناقل الوطني للمياه، من أجل تلبية الطلب على المياه في مدنها المتنامية. اكتمل الناقل في عام 1964. وأثارت الخطة الإسرائيلية، التي عارضت فيها جامعة الدول العربية خطتها لتحويل منابع نهر الأردن، مواجهات سياسية وأحيانًا مسلحة حول حوض نهر الأردن.
في شباط 2018، طلبت مدينة طبريا محطة تحلية لمعالجة المياه القادمة من بحيرة طبريا وطالبت بمصدر مياه جديد للمدينة. كان مارس 2018 أدنى نقطة في دخل المياه للبحيرة منذ عام 1927.
في سبتمبر 2018 ، أعلن مكتب الطاقة والمياه الإسرائيلي عن مشروع لصب المياه المحلاة من البحر الأبيض المتوسط في بحر الجليل باستخدام نفق. من المتوقع أن يكون النفق الأكبر من نوعه في إسرائيل وسينقل نصف مياه البحر الأبيض المتوسط المحلاة وسيدفع 300 إلى 500 مليون متر مكعب من المياه سنويًا ويقال إن الخطة تكلف خمسة مليارات شيكل. يقود جيورا إيلاند الاجتماعات مع نظرائه الألمان لإيجاد مقاول مناسب لبناء المشروع.

## أودية بحيرة طبريا
بالإضافة إلى نهر الأردن يصب في البحيرة وديان منها: وادي العشة (المُسلخة)، وادي عبدان، وادي الجاموسة، وادي العمود، وادي الريضية (ويعرف ايضًا بوادي التفاح ووادي سلامة)، ووادي الحمام.

## البحيرة في سيرة الرسول محمد

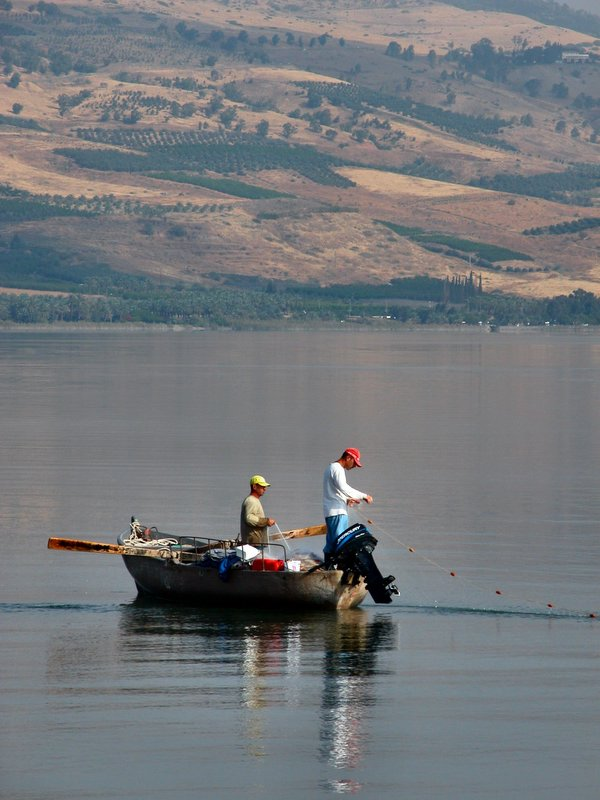
صيد السمك في البحيرة

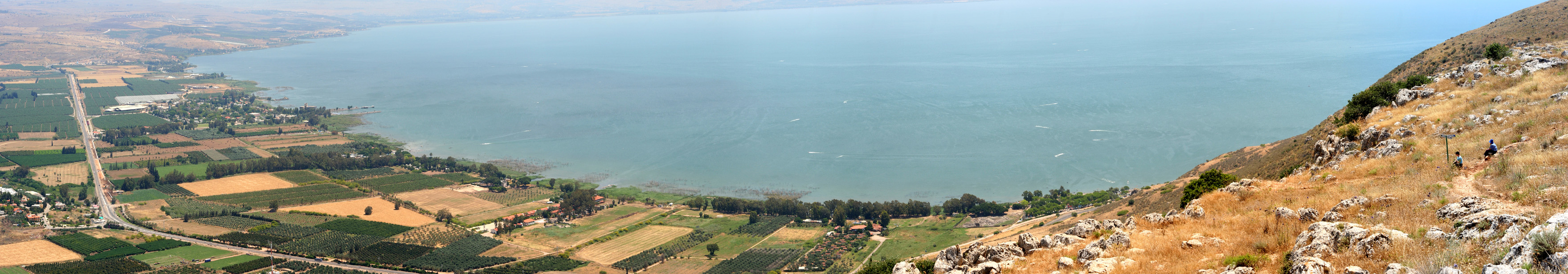
إطلالة بانورامية على بحيرة طبريا من جبل وادي الحمام

«ذكر الرسول محمد صلى الله عليه وسلم  قصة الدجال ذات غداة. فخفض فيه ورفع. حتى ظنناه في طائفة النخل. فلما رحنا إليه عرف ذلك فينا. فقال " ما شأنكم ؟ " قلنا : يا رسول الله ! ذكرت الدجال غداة. فخفضت فيه ورفعت. حتى ظنناه في طائفة النخل. فقال " غير الدجال أخوفني عليكم. إن يخرج، وأنا فيكم، فأنا حجيجه دونكم. وإن يخرج، ولست فيكم، فامرؤ حجيج نفسه. والله خليفتي على كل مسلم. إنه شاب قطط. عينه طافئة. كأني أشبهه بعبد العزى بن قطن. فمن أدركه منكم فليقرأ عليه فواتح سورة الكهف. إنه خارج خلة بين الشام والعراق. فعاث يمينا وعاث شمالا. يا عباد الله ! فاثبتوا " قلنا : يا رسول الله ! وما لبثه في الأرض ؟ قال " أربعون يوما. يوم كسنة. ويوم كشهر. ويوم كجمعة. وسائر أيامه كأيامكم " قلنا : يا رسول الله ! فذلك اليوم الذي كسنة، أتكفينا فيه صلاة يوم ؟ قال " لا. اقدروا له قدره " قلنا : يا رسول الله ! وما إسراعه في الأرض ؟ قال " كالغيث استدبرته الريح. فيأتي على القوم فيدعوهم، فيؤمنون به ويستجيبون له. فيأمر السماء فتمطر. والأرض فتنبت. فتروح عليهم سارحتهم، أطول ما كانت ذرا، وأسبغه ضروعا، وأمده خواصر. ثم يأتي القوم. فيدعوهم فيردون عليه قوله. فينصرف عنهم. فيصبحون ممحلين ليس بأيديهم شيء من أموالهم. ويمر بالخربة فيقول لها : أخرجي كنوزك. فتتبعه كنوزها كيعاسيب النحل. ثم يدعو رجلا ممتلئا شبابا. فيضربه بالسيف فيقطعه جزلتين رمية الغرض ثم يدعوه فيقبل ويتهلل وجهه. يضحك. فبينما هو كذلك إذ بعث الله المسيح ابن مريم. فينزل عند المنارة البيضاء شرقي دمشق. بين مهرودتين. واضعا كفيه على أجنحة ملكين. إذا طأطأ رأسه قطر. وإذا رفعه تحدر منه جمان كاللؤلؤ. فلا يحل لكافر يجد ريح نفسه إلا مات. ونفسه ينتهي حيث ينتهي طرفه. فيطلبه حتى يدركه بباب لد. فيقتله. ثم يأتي عيسى ابن مريم قوم قد عصمهم الله منه. فيمسح عن وجوههم ويحدثهم بدرجاتهم في الجنة. فبينما هو كذلك إذ أوحى الله إلى عيسى : إني قد أخرجت عبادا لي، لا يدان لأحد بقتالهم. فحرز عبادي إلى الطور. ويبعث الله يأجوج ومأجوج. وهم من كل حدب ينسلون. فيمر أوائلهم على  بحيرة طبرية. فيشربون ما فيها. ويمر آخرهم فيقولون : لقد كان بهذه، مرة، ماء. ويحصر نبي الله عيسى وأصحابه. حتى يكون رأس الثور لأحدهم خيرا من مائة دينار لأحدكم اليوم. فيرغب نبي الله عيسى وأصحابه. فيرسل الله عليهم النغف في رقابهم. فيصبحون فرسى كموت نفس واحدة. ثم يهبط نبي الله عيسى وأصحابه إلى الأرض. فلا يجدون في الأرض موضع شبر إلا ملأه زهمهم ونتنهم. فيرغب نبي الله عيسى وأصحابه إلى الله. فيرسل الله طيرا كأعناق البخت. فتحملهم فتطرحهم حيث شاء الله. ثم يرسل الله مطرا لا يكن منه بيت مدر ولا وبر. فيغسل الأرض حتى يتركها كالزلفة. ثم يقال للأرض : أنبتي ثمرك، وردي بركتك. فيومئذ تأكل العصابة من الرمانة. ويستظلون بقحفها. ويبارك في الرسل. حتى أن اللقحة من الإبل لتكفي الفئام من الناس. واللقحة من البقر لتكفي القبيلة من الناس. واللقحة من الغنم لتكفي الفخذ من الناس. فبينما هم كذلك إذ بعث الله ريحا طيبة. فتأخذهم تحت آباطهم. فتقبض روح كل مؤمن وكل مسلم. ويبقى شرار الناس، يتهارجون فيها تهارج الحمر، فعليهم تقوم الساعة ". وفي رواية : وزاد بعد قوله " - لقد كان بهذه، مرة، ماء - ثم يسيرون حتى ينتهوا إلى جبل الخمر. وهو جبل القدس. فيقولون : لقد قتلنا من في الأرض. هلم فلنقتل من في السماء. فيرمون بنشابهم إلى السماء. فيرد الله عليهم نشابهم مخضوبة دما ". وفي رواية ابن حجر " فإني قد أنزلت عبادا لي، لا يدي لأحد بقتالهم "»

## معرض الصور

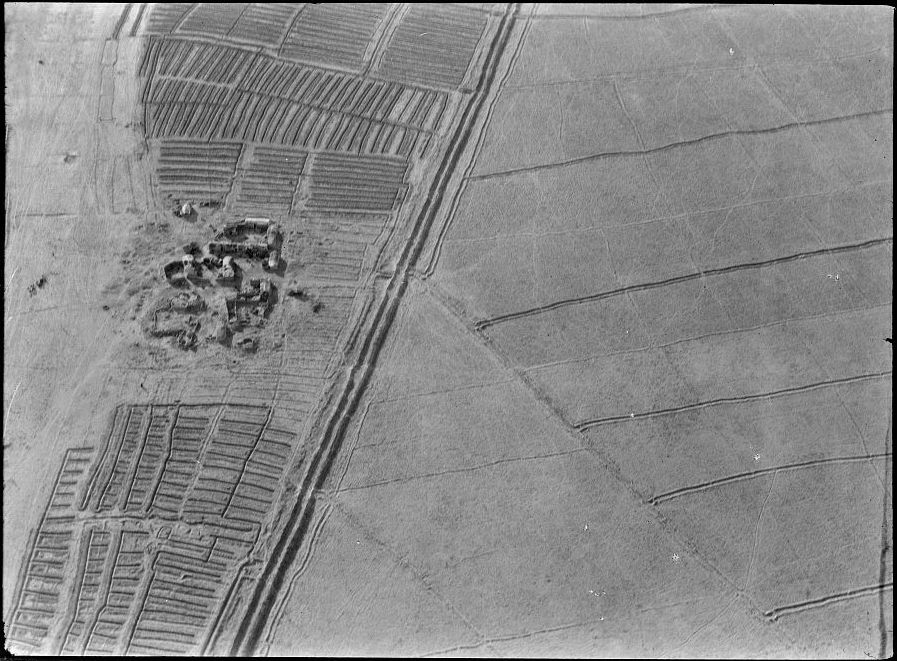
صور جوية لبحيرة طبريا (1910-1946)
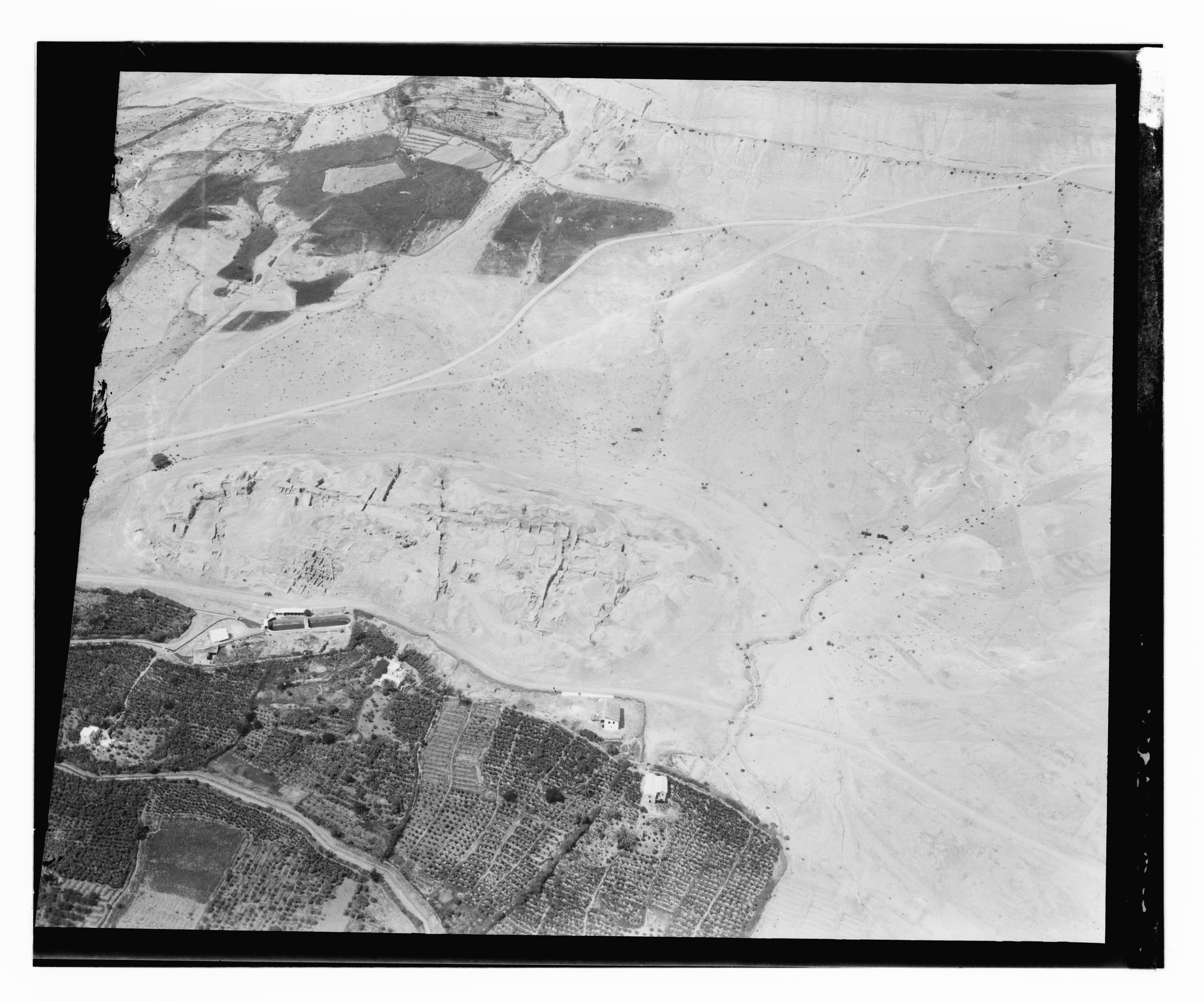
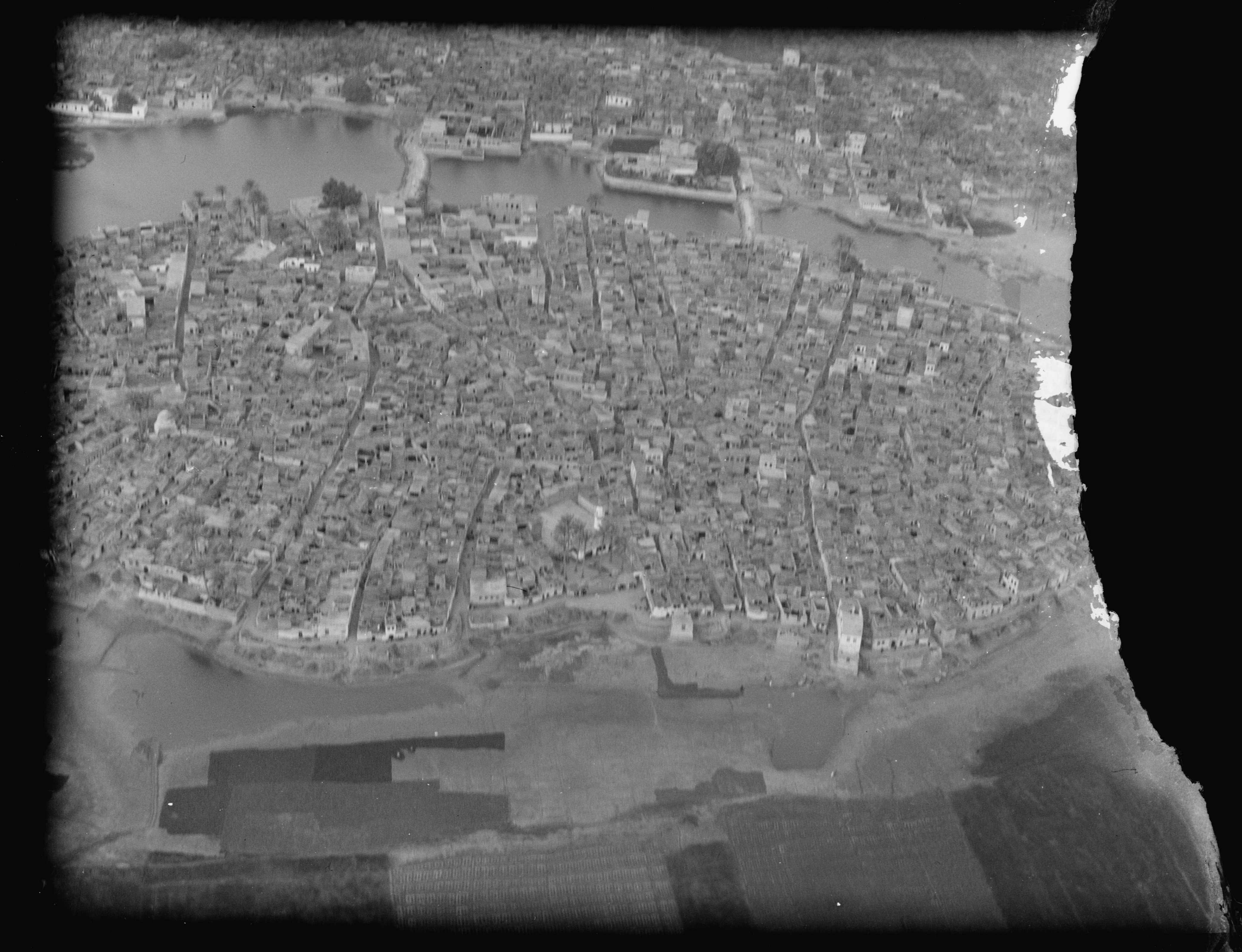
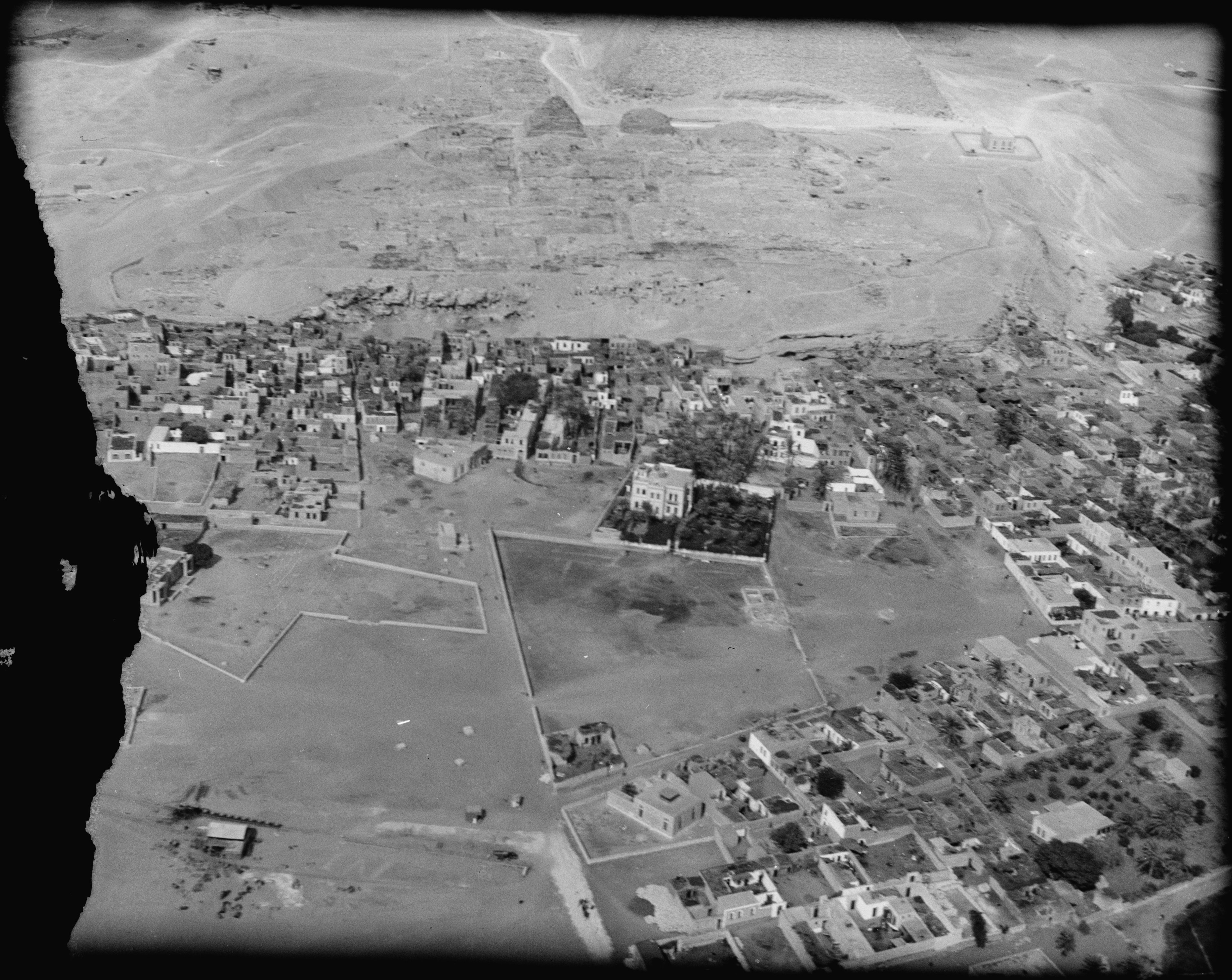
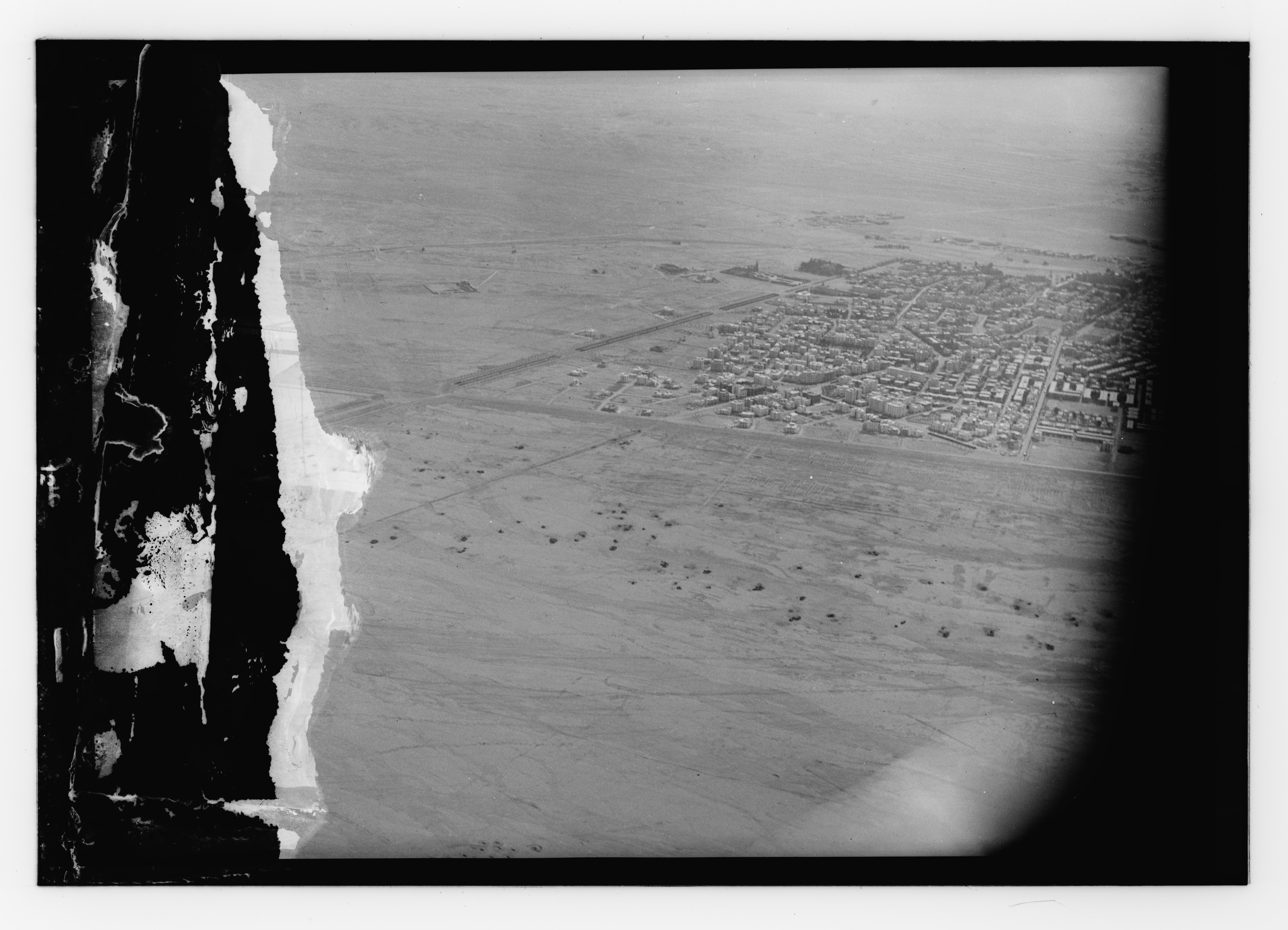
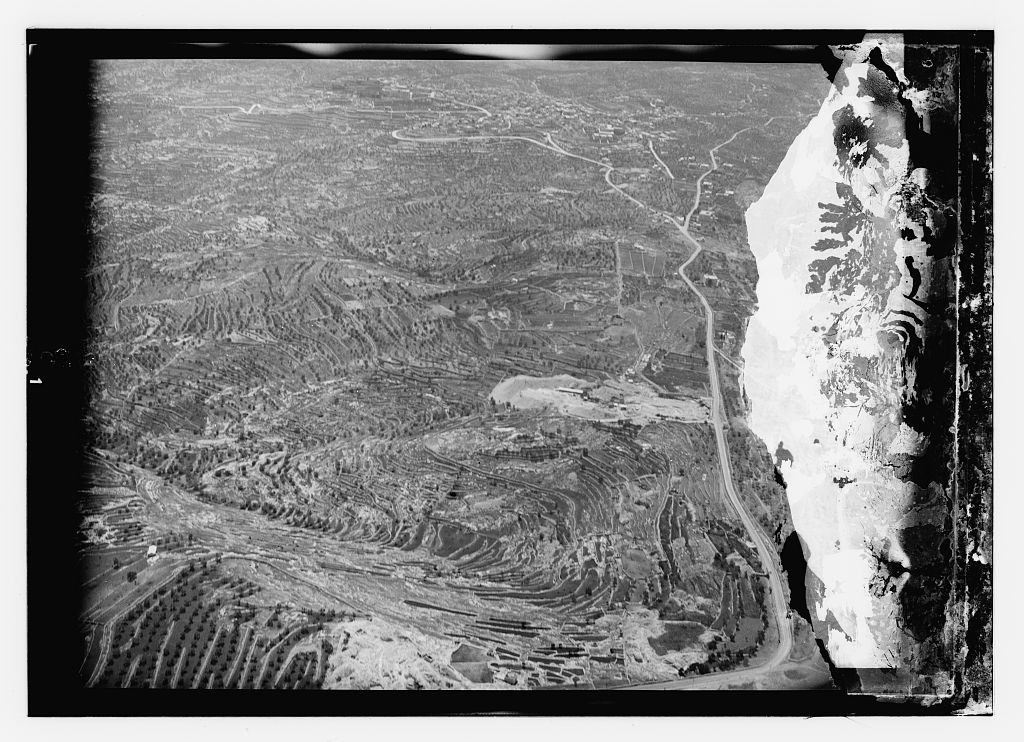
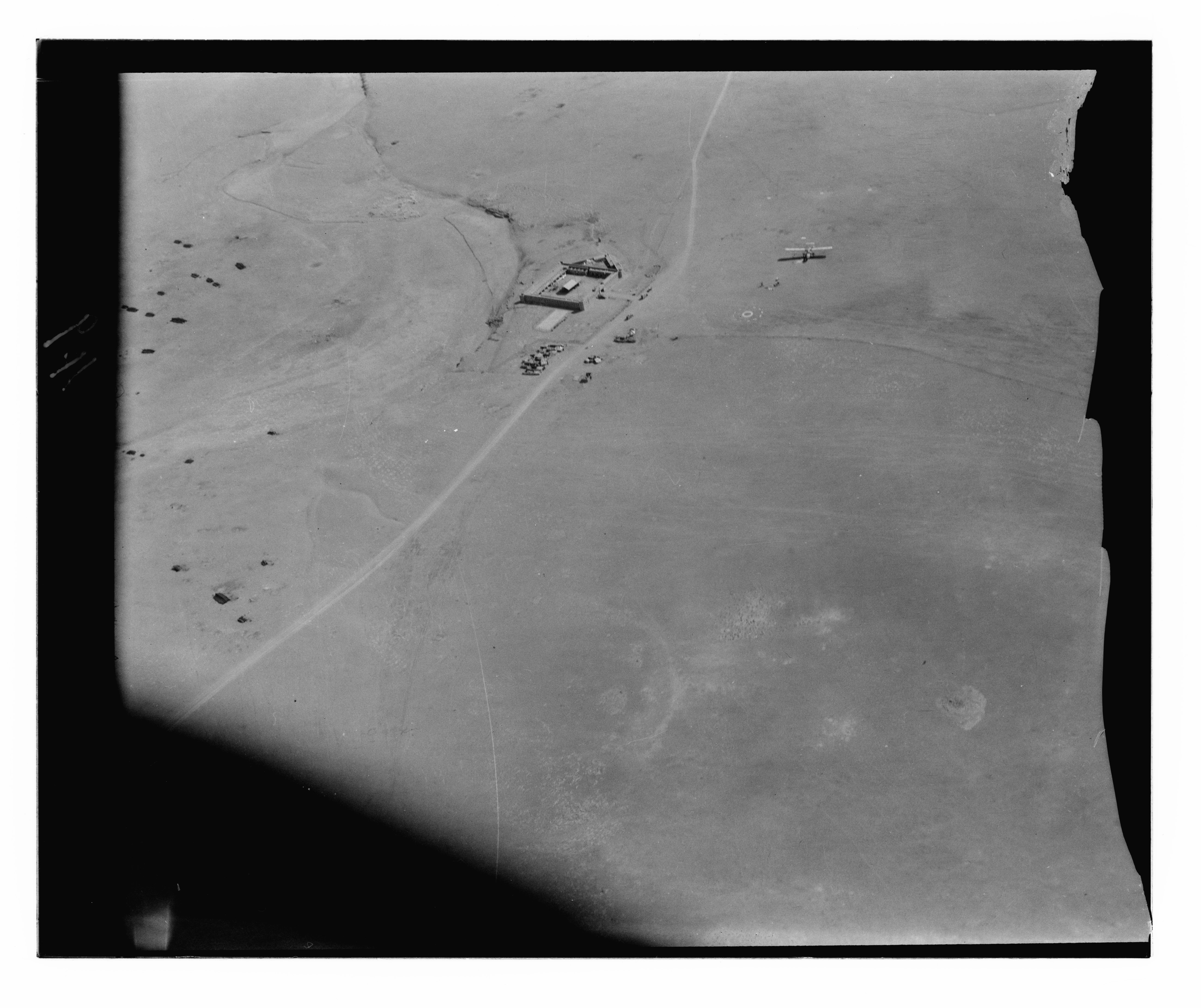
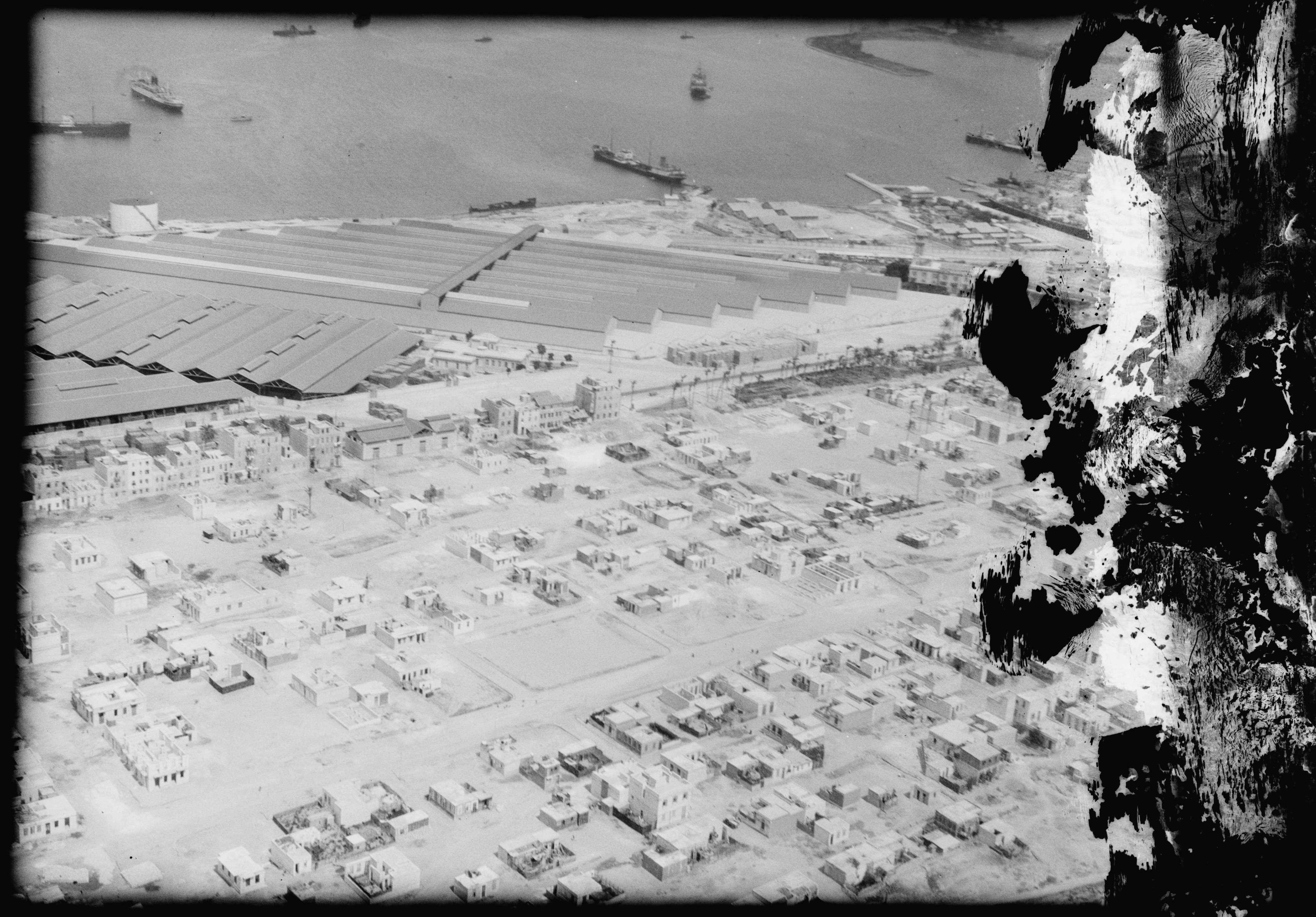
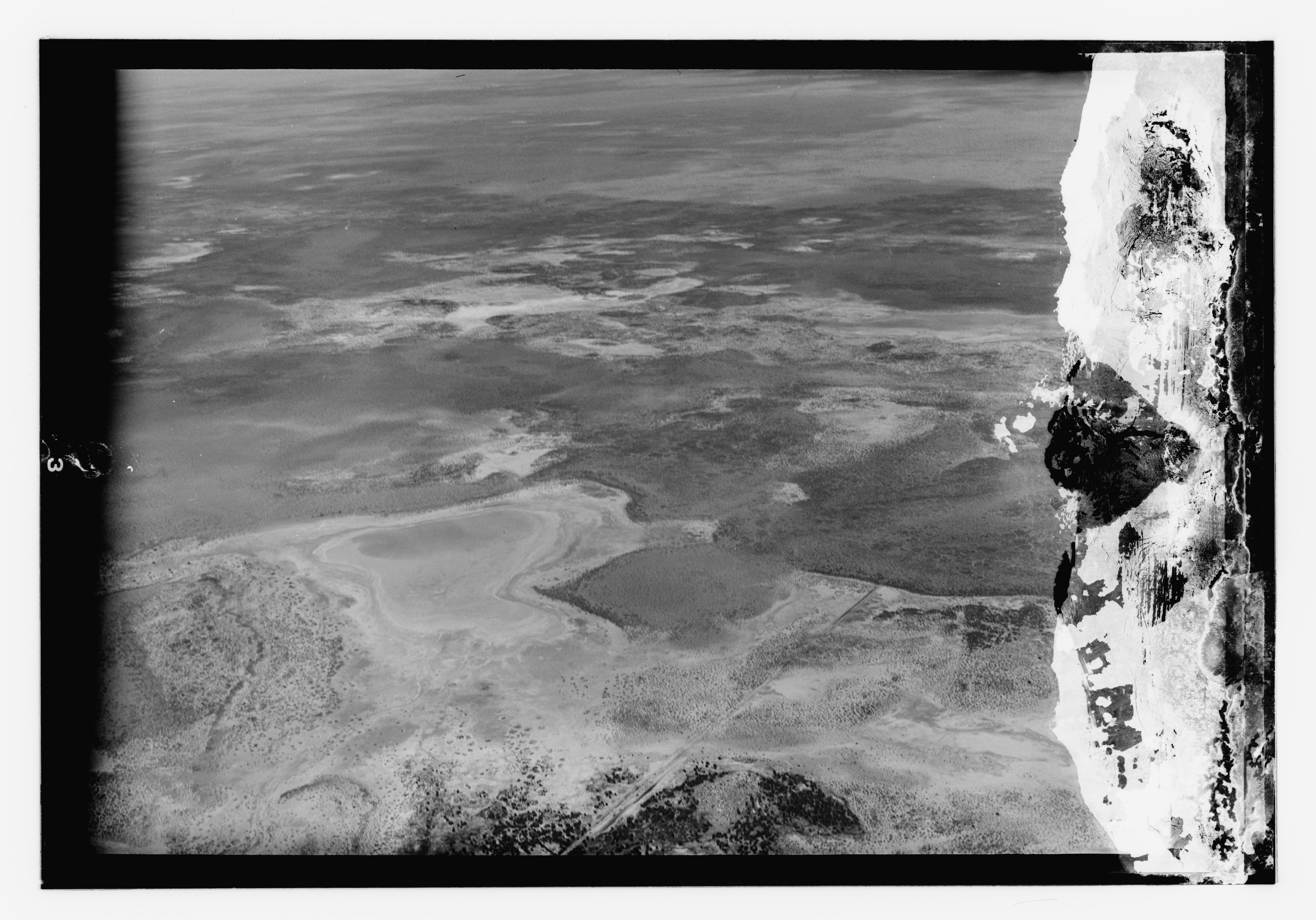
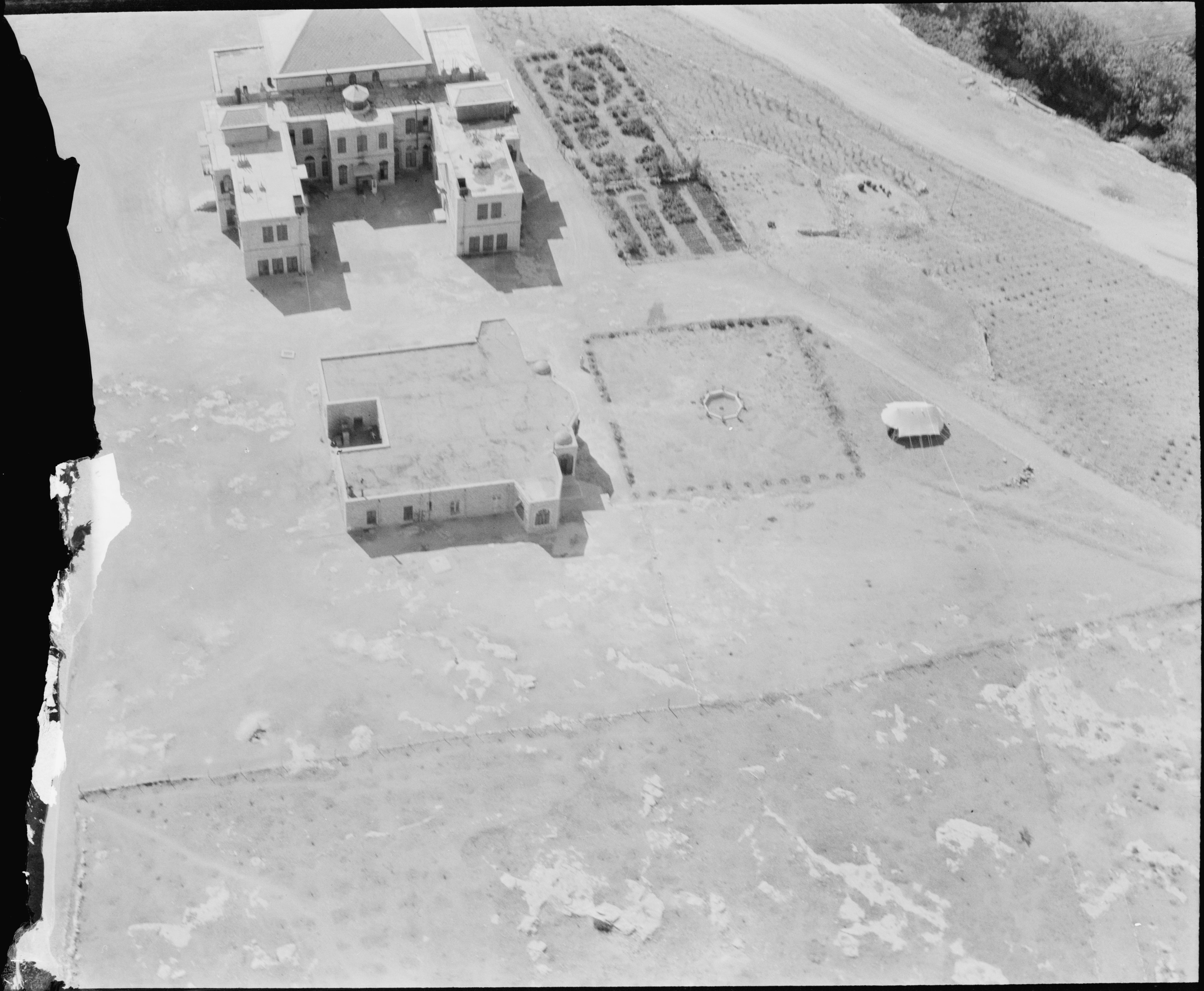
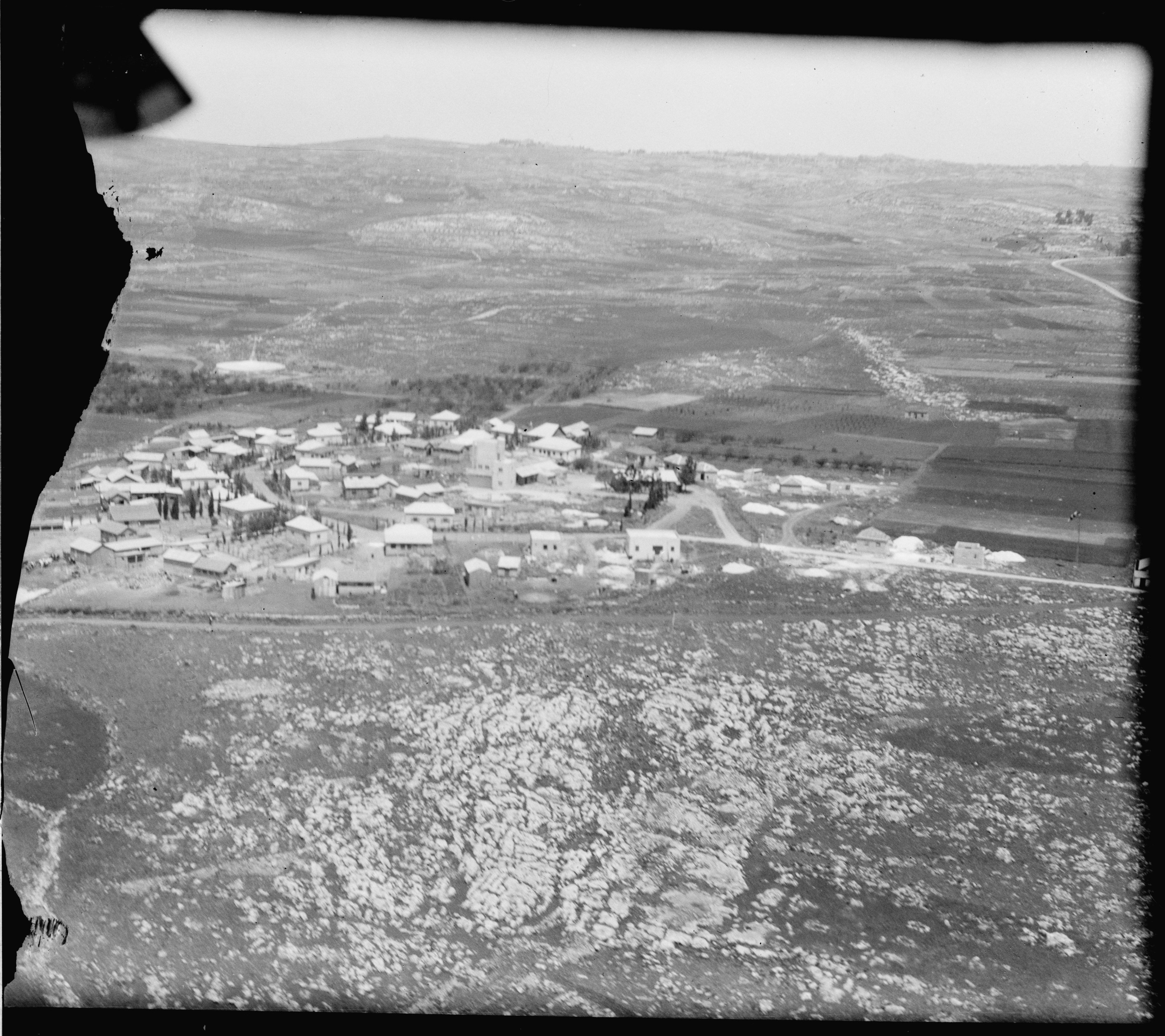
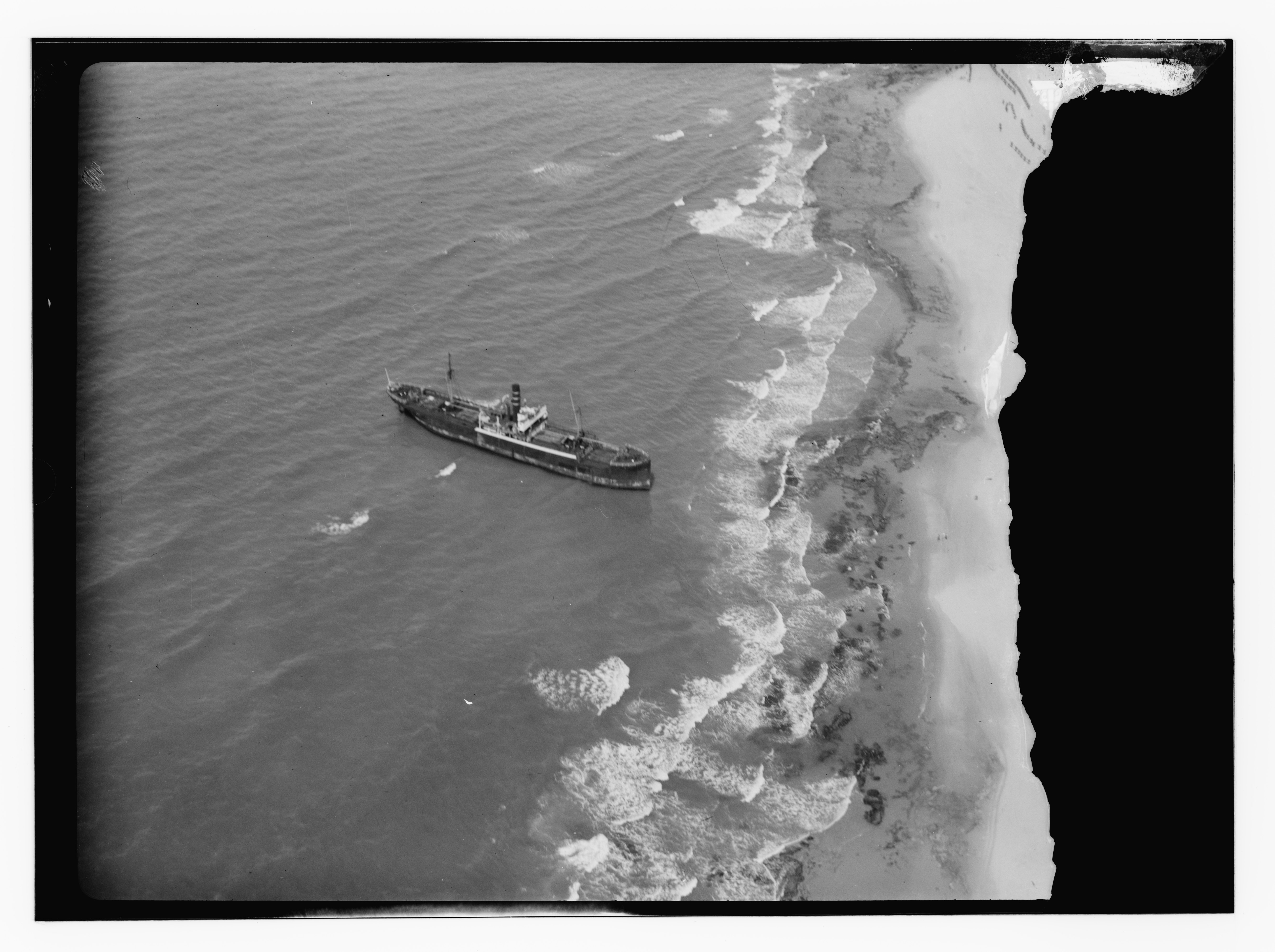
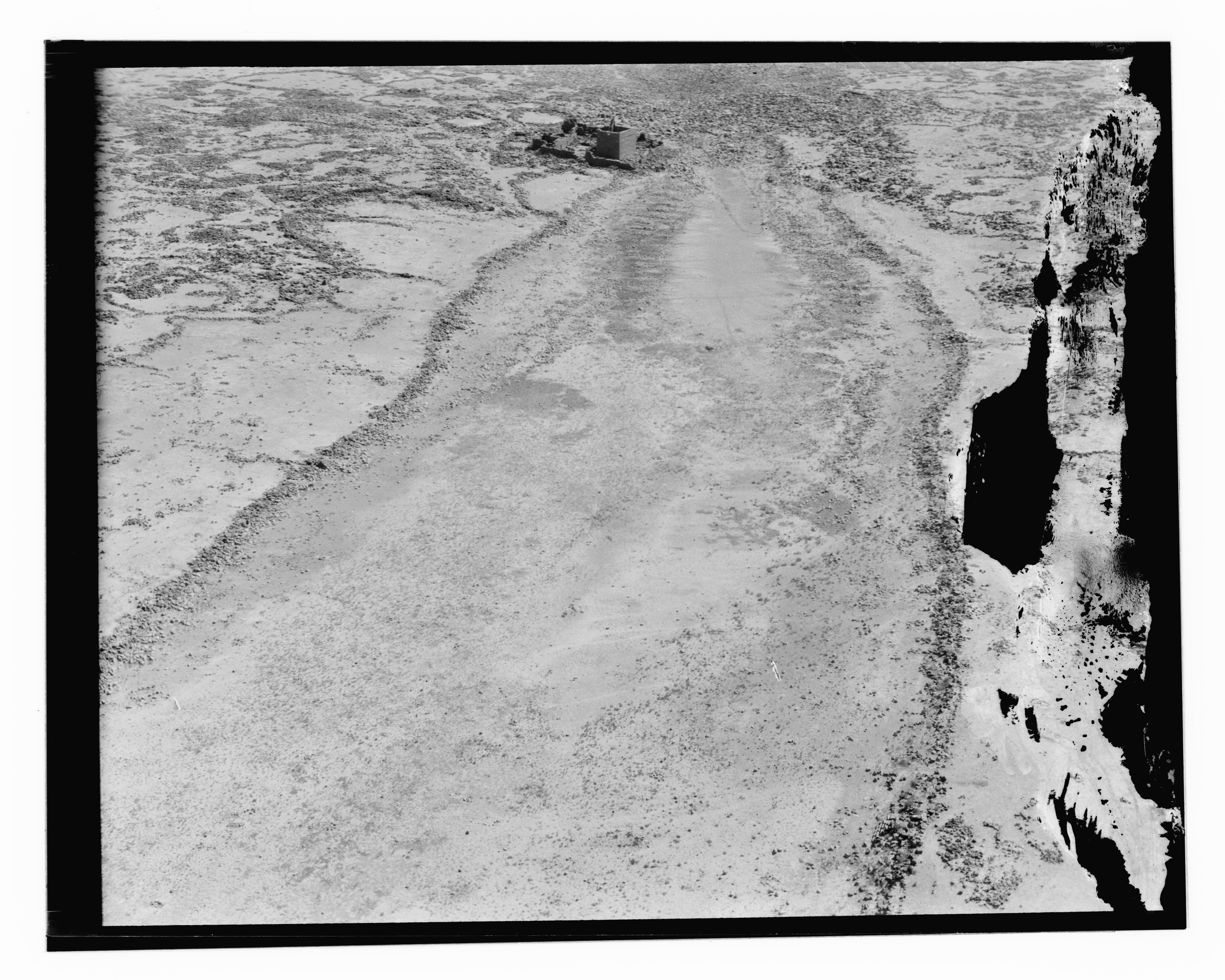